# Festival Internacional de Cinema de Zanzíbar
El Festival Internacional de Cinema de Zanzíbar (en anglès Zanzibar International Film Festival o ZIFF), també conegut com a Festival dels Països Dau, és un festival de cinema anual celebrat a Zanzibar, Tanzània. Ha estat descrit com el major esdeveniment cultural a l'Àfrica oriental. ZIFF és una organització no governamental creada el 1997 per desenvolupar i promoure el cinema i altres indústries culturals com a catalitzador del creixement social i econòmic regional.

## El festival de cinema
Les arts multidisciplinars anuals i el festival cultural són l'activitat principal de ZIFF; el festival és un afer multidisciplinari, amb 8 dies de debats locals i internacionals, tallers, 10 dies de projeccions del millor cinema local i internacional i concerts musicals incloent una Gala cada nit. Tots els programes del festival són la culminació de la realització de la capacitat de la pel·lícula per combinar el millor de cada art, oferint una àmplia gamma d'opcions d'entreteniment, educació i creació de xarxes per al públic mundial. Durant el festival les pel·lícules es mostren a Stone Town a Zanzibar City, així com a diverses illes de Zanzíbar.
El festival és, sens dubte, el major festival multidisciplinari d'art i cultura a l'Àfrica i continua liderant com a esdeveniment d'atracció turística a la regió. El ZIFF ara ofereix 12 premis internacionals presentats per 5 jurats internacionals. S'estima que 7000 turistes occidentals van acudir a Zanzíbar per assistir al festival i l'audiència del festival total va superar els 100.000, amb un gran recorregut per raça, classe i religions.

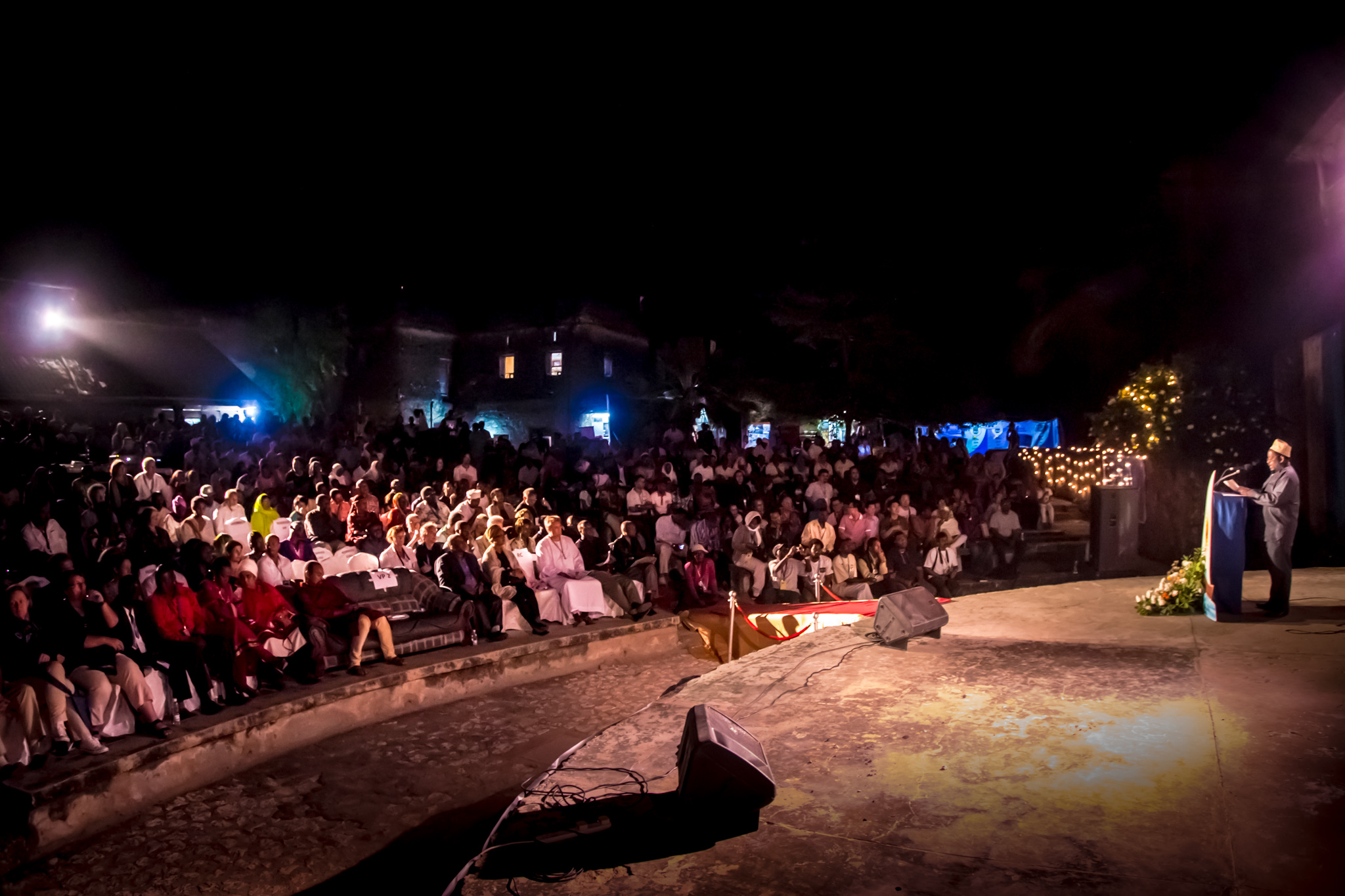
Audiència de 2013

## Premis
- Dau d'Or
- Dau de Plata
- Documental
- Curt / Animació
- Talent d'Àfrica Oriental
- Premi del jurat ZIFF
- Premi UNICEF
- Premi ZIFF a l'assoliment del temps de vida
- Premi President ZIFF
- Premi Ousmane Sembene
- Premi Signis
- Talent Regió d'Àfrica Oriental
- Premi del jurat Signis - Comanda
- Premi Verona

## Guanyadors del Dau d'Or (Golden Dhow)
| Any  | Pel·lícula                         | Director                     | País d'origen                         |
| ---- | ---------------------------------- | ---------------------------- | ------------------------------------- |
| 1998 | Maangamizi: The Ancient One        | Martin Mhando, Ron Mulvihill | Tanzània/ Estats Units                |
| 2000 | Jinnah                             | Jamil Dehlavi                | Pakistan                              |
| 2001 | Bawandar (The Sand Storm)          | Jagmohan Mundhra             | Índia                                 |
| 2004 | Maargam (El camí)                  | Rajiv Vijay Raghavan         | Índia (en malaialam)                  |
| 2005 | Khakestar-o-Khak (Terra i cendres) | Atiq Rahimi                  | Afganistan                            |
| 2006 | L'Appel Des Arenes                 | Cheikh Ndiaye                | Senegal/ Marroc/ Burkina Faso/ França |
| 2007 | Juju Factory                       | Balufu Bakupa-Kanyinda       | R.D. del Congo                        |
| 2008 | Ezra                               | Newton I. Aduaka             | Nigèria/ França                       |
| 2009 | Jerusalema                         | Ralph Ziman                  | Sud-àfrica                            |
| 2010 | Themba                             | Stephanie Sycholt            | Sud-àfrica                            |
| 2011 | The Rugged Priest                  | Bob Nyanja                   | Kenya                                 |
| 2012 | Uhlanga                            | Ndaba Ka Ngane               | Sud-àfrica                            |
| 2013 | Golchereh                          | Vahid Mousaia                | Iran                                  |
| 2014 | Half of a Yellow Sun               | Biyi Bandele                 | Estats Units                          |
| 2015 | Wazi? FM                           | Faras Cavallo                | Kenya                                 |
| 2016 | Watatu                             | Nick Reding                  | Kenya                                 |
| 2017 | Noem My Skollie (Digue'm lladre)   | Daryne Joshua                | Sud-àfrica                            |